# Robert Rochefort

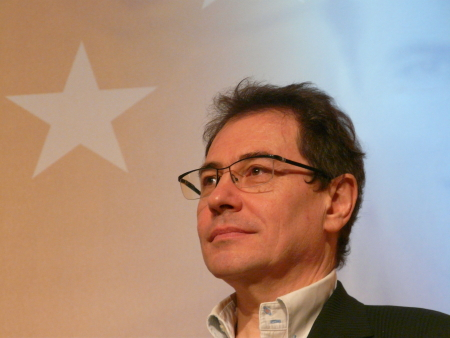
Robert Rochefort

Robert Rochefort (* 19. September 1955 in Paris) ist ein französischer Politiker (MoDem).
Rochefort besuchte die Hochschule für Statistik und Finanzverwaltung und leitete danach die Abteilung Statistik der nationalen Krankenkasse. Danach war er stellvertretender Direktor des Zentrums für Forschung, Studien und Dokumentation im Bereich Gesundheitsökonomie CREDES und Direktor des Forschungszentrums für die Untersuchung und die Beobachtung der Lebensbedingungen CREDOC. 1995 wurde er dort Generaldirektor, dieses Amt hatte er bis 2009 inne. Rochefort war ferner Berichterstatter bei verschiedenen französischen Medien, darunter bei der katholischen Tageszeitung La Croix, Challenges, RTL sowie Europe 1 und er gehörte dem nationalen Verwaltungsrat des französischen Roten Kreuzes an. Seit 2009 gehört er dem Europäischen Parlament an.

## Veröffentlichungen
- La société des consommateurs, éditions Odile Jacob (1995)
- Le consommateur entrepreneur, éditions Odile Jacob (1997)
- Vive le papy-boom, éditions Odile Jacob (2000)
- La France déboussolée, éditions Odile Jacob (2002)
- La retraite à 70 ans?, éditions Belin (2004)
- Promesses de banlieue, éditions de l'Aube (2006)
- Le bon consommateur et le mauvais citoyen, éditions Odile Jacob (2007)
- Mesurer le pouvoir d'achat, La documentation française (Ratgeber für Wirtschaftsanalyse, in Zusammenarbeit mit Philippe Moati) (2008)
- Un commerce pour la ville, rapport au ministre du logement et de la ville, éditions de l'Aube (2008)